# مسجد عبد الرحمن بن عوف
مسجد عبد الرحمن بن عوف هو مسجد يقع في كوالالمبور عاصمة ماليزيا، يقع المسجد في جالان بوشونغ قرب التقاطع مع جالان كلاغ لاما.

## العمارة
لمسجد عبد الرحمن بن عوف قبة  كبيرة ومآذن عالية، يتكون بناء المسجد من قاعة الصلاة التي بنيت ارضيتها بالرخام ، وامتد الرجام لخارج قاعة الصلاة، وفرش الرجام بالسجاد ، لضمان أن تكون قاعة الصلاة باردة توفر بيئة فضاء المسجد مراوح في جميع أنحاء المسجد .

## المرافق
من بين المرافق المتوفرة في المسجد قاعة للولائم الكبيرة، وأماكن لوقوف السيارات الخاصة بالمعاقين، ومكان لاستقبال الجنائز، ومدرسة ابتدائية دينية تسمى المدرسة الاحسانية، وتنظم في المسجد الكثير من البرامج والدروس الدينية اليومية لأعضاء جماعة المسجد وللسكان المحليين.

## وصلات خارجية
- موقع مسجد عبد الرحمن بن عوف على الخريطة
- البوم صور مسجد عبد الرحمن بن عوف 1
- البوم صور مسجد عبد الرحمن بن عوف 2